# デジパチ
デジパチとは、パチンコ遊技機の区分のひとつ。一般的にはセブン機、フィーバー機（三共のフィーバーより。これは同社の登録商標であることなどから、厳密にはデジパチ全般に対しこう呼ぶのは適切ではない）とも呼称される。2004年7月の改正までは「第一種超特別電動役物機」と区分されていたことから、「第1種」、「旧第1種」とする場合もある。
登場当初は、特賞（大当たり）になるとパンクしない限り打ち止めまで役の継続が期待できた（2004年7月の改正以降、Vゾーンが廃止されたのでパンクは発生しない）。その後、当局による規制と、異常に射幸心を煽る機種登場の繰り返しを経て現在に至る。
登場時は、機械的なルーレット（ドラム式）、その後ドットデジタル、セグメントデジタルが内蔵されていたが、現在の機種は液晶によるルーレット表示が主流で、リーチや大当たり、確率変動において様々な演出が凝らされている。
現在発売されているパチンコ機のジャンルのほとんどは、このタイプである。